# Козловский сельсовет (Зарайский район)
Козловский сельсовет — упразднённая административно-территориальная единица, существовавшая на территории Рязанской губернии и Московской области до 1954 года.
Козловский сельсовет был образован в первые годы советской власти. В конце 1920-х годов он входил в состав Зарайской волости Зарайского уезда Рязанской губернии.
В 1929 году Козловский с/с был отнесён к Зарайскому району Коломенского округа Московской области.
17 июля 1939 года к Козловскому с/с был присоединён Борисово-Околицкий с/с (селения Борисово-Околицы и Нижнее Вельяминово).
12 апреля 1952 года из Пенкинского с/с в Козловский были переданы селения Алтухово и Прудки.
14 июня 1954 Козловский с/с был упразднён. При этом его территория была объединена с Мало-Ескинским с/с в новый Больше-Ескинский с/с.